# Alexander Bernhard Hoffmann
Alexander Bernhard Hoffmann (ur. 1895 r. we Wrocławiu, zm. 1967 r. w Stuttgarcie) – niemiecki malarz, grafik, działający głównie w stolicy Dolnego Śląska, gdzie ukończył szkoły. Malował pejzaże, portrety, martwe natury, kompozycje figuralne. W jego twórczości często pojawiały się też motywy z ziemi kłodzkiej, z którą związany był rodzinnie, ponieważ jego ojciec pochodził z Nowej Rudy, a w latach 1941–1944 sam osiedlił się w okolicach Bystrzycy Kłodzkiej. Po zakończeniu II wojny światowej i przejęciu ziemi kłodzkiej przez Polskę przeniósł się do Stuttgartu, gdzie dalej tworzył do śmierci.